# 柔佛娑羅雙
柔佛娑羅雙（學名：Shorea johorensis）又名淺紅娑羅雙，是龍腦香科娑羅雙屬的一种植物。

## 形態
本種是雨林中露生層的高大喬木，通常长到65米高。在馬來西亞沙巴的斗湖山国家公园，测量到的最高樣本有82.4米高。

## 分佈
本種分佈於苏门答腊、马来西亚半岛和婆罗洲。

## 用途
本種出產淺紅色的娑羅雙木，因而在印尼的木材種植園是引種對像之一。

## 保護現狀
由於伐木及森林喪失，本種自1998年就被《世界自然保護聯盟瀕危物種紅色名錄》列為極危物種。